# Wingsbach (Ahr)
Der Wingsbach ist ein etwa 4,5 km langer rechter Zufluss der Ahr. Sein Einzugsgebiet beträgt 5,4 km². Umgangssprachlich wird er auch als Maibach bezeichnet und in amtlichen Karten wird sein Oberlauf als Talbach geführt.

## Geographie

### Verlauf
Die Quelle des Wingsbachs liegt südöstlich des Berges Häuschen und nordwestlich von Ramersbach auf einer Höhe von etwa 375 m ü. NHN.
Von dort fließt der Wingsbach in nördlicher Richtung und nimmt nach etwas mehr als einem halben Kilometer den von Westen kommenden Häuschenbach auf, der sein einziger nennenswerter Zufluss ist. Wenig später später speist er zwei kleine Teiche und etwas weiter abwärts noch einmal zwei Teiche. Bis zu dieser Stelle wird er in Kartenwerken auch als Talbach bezeichnet und danach erst als Wingsbach.
Schließlich passiert er das auf seiner linken Seite gelegene Weingut Maibachfarm (früher Hühnerfarm Maibach) und durchfließt zuletzt die Maibachklamm, aus der heraus er unterhalb des Klosters Kalvarienberg auf einer Höhe von ungefähr 110 m ü. NHN von rechts in die Ahr mündet. Gegenüber der Mündung liegt auf der anderen Flussseite Walporzheim.
Der circa 4,5 km lange Lauf des Wingsbachs endet ungefähr 265 Höhenmeter unterhalb seiner Quelle, er hat somit ein mittleres Sohlgefälle von etwa 59 ‰.

### Einzugsgebiet
Das 5,391 km² große Einzugsgebiet des Wingsbachs liegt in der Ahreifel und im Unteren Mittelrheingebiet und wird durch ihn über die Ahr und den Rhein zur Nordsee entwässert.
Es grenzt
- im Osten an das Einzugsgebiet des Bachemer Bachs, der in die Ahr mündet;
- im Süden an das des Staffelerbachs, der über den Kesselinger Bach in die Ahr entwässert und
- im Westen an das des Ahr-Zuflusses Steinthalsbach (Heckenbach).

Das Einzugsgebiet ist zum größten Teil bewaldet. Die höchste Erhebung ist der Berg Häuschen mit 506,5 m ü. NHN im Südwesten des Einzugsgebiets.

### Zuflüsse
- Häuschenbach (links), 0,6 km, 0,68 km²

## Maibachfarm und Maibachklamm
An seinem Unterlauf durchläuft der Wingsbach die Maibachklamm. Durch diese kleine Klamm verläuft entlang des Bachs ein schmaler Wanderweg mit zwölf kleinen Holzbrücken, der auch Bestandteil einer Etappe des Ahrsteigs ist. Der Wanderweg mit den Holzbrücken wurde 1929 in einer Arbeitsmaßnahme zur touristischen Erschließung des Ahrtals angelegt. Oberhalb der Maibachklamm liegt in einer offenen Talweitung zwischen Waldbergen das Weingut Maibachfarm, zu dem auch eine Gaststätte gehört. Das Anwesen wurde in den 1920er Jahren von Philipp Mies zur landwirtschaftlichen Erschließung des Maibachtals angelegt, 1931 erwarb es Josef Hildebrandt und richtete dort eine Geflügelzucht ein, die er bald darauf um eine Gaststätte mit Fremdenzimmern erweiterte. Diese entwickelte sich über die Jahre zu einem beliebten Ausflugsziel. Die Maibachfarm wurde von Hildebrandts Familie betrieben, bis sie 1997 den Besitzer wechselte und Bestandteil des heutigen Weinguts wurde.